# فرودگاه کالگورلی-بولدر
فرودگاه کالگورلی-بولدر (به انگلیسی: Kalgoorlie-Boulder Airport) یک فرودگاه همگانی با کد یاتا KGI است . این فرودگاه در کشور استرالیا قرار دارد و در ارتفاع ۳۶۷ متری از سطح دریا واقع شده‌است.

## شرکت‌های هواپیمایی و مقصدهای پروازی
| شرکت‌های هواپیمایی                     | مقصدهای پروازی |
| ------------------------------------- | -------------- |
| الیانس ایرلاینز                       | پرث            |
| کانتاس                                | پرث            |
| کانتاس‌لینک اجرا توسط Network Aviation | پرث            |
| QantasLink اجرا توسط Cobham Aviation  | پرث            |
| ویرجین استرالیا                       | پرث، ملبورن    |